# Mydliczkowate
Mydliczkowate (Leiognathidae) – rodzina głównie morskich ryb okoniokształtnych. Kilka gatunków wpływa do rzek. Poławiane gospodarczo.

## Zasięg występowania
Ocean Indyjski i zachodnie rejony Oceanu Spokojnego

## Cechy charakterystyczne
Ciało wysokie, silnie bocznie spłaszczone, romboidalne w obrysie, pokryte drobnymi łuskami i dużą ilością śluzu. Płetwa odbytowa z trzema promieniami twardymi. Długa płetwa grzbietowa z 8-9 promieniami twardymi. Mały, wysuwający się do przodu otwór gębowy. Gardziel mydliczkowatych jest wyścielona bakteriami luminescencyjnymi. Żywią się bezkręgowcami.

## Klasyfikacja
Rodzaje zaliczane do tej rodziny:
Aurigequula — Equulites — Eubleekeria — Gazza — Karalla — Leiognathus — Nuchequula — Photopectoralis — Secutor